# C. D. B. Bryan
Courtlandt Dixon Barnes „Courty“ Bryan  (* 22. April 1936 in New York City; † 15. Dezember 2009 in Guilford, Connecticut) war ein US-amerikanischer Autor und Journalist.

## Leben
1958 machte er seinen Bachelor of Arts an der Yale University. Danach diente er in der US-Armee (1958–1960 in Südkorea, 1961–1962 in Berlin). In den folgenden Jahren hatte er verschiedenste Tätigkeiten im Literaturbetrieb (Herausgeber einer Satirezeitschrift, Dozent an verschiedenen Universitäten und Colleges, uvm.).
Sein erfolgreichstes Buch hieß Friendly Fire und erschien 1976. Es handelt von einer Farmersfamilie in Iowa, die erfährt, dass ihr Sohn in Vietnam durch sogenanntes Friendly Fire getötet wurde. Das Buch wurde 1979 für das Fernsehen verfilmt.
1995 veröffentlichte er einen Bericht über eine vom Psychiater John E. Mack und dem Physiker David E. Pritchard geleitete Konferenz am Massachusetts Institute of Technology (MIT) im Jahr 1992, die sich mit dem Phänomen der Entführung durch Außerirdische befasste.

## Auszeichnungen
- 1965 Harper Prize für P. S. Wilkinson
- 1979 Peabody Award für die Verfilmung von Friendly Fire

## Veröffentlichungen
Romane
- P. S. Wilkinson. 1965
  - Der Außenseiter. Roman. Propyläen Verlag, Frankfurt/Berlin 1967
- The Great Dethriffe. 1970
- Beautiful Women, Ugly Scenes. 1983

Sachbücher
- Friendly Fire. 1976
- The National Air and Space Museum. 1979
- The National Geographic Society: 100 Years of Adventure and Discovery. 1987
  - Das grosse National-Geographic-Buch. 100 Jahre Abenteuer und Entdeckungen. Hoffmann und Campe, Hamburg 1988, ISBN 3-455-08280-7; erweiterte und aktualisierte Auflage: G und J/RBA, Hamburg 2001, ISBN 3-934385-12-5
- Close Encounters of the Fourth Kind: Alien Abduction, UFOs and the Conference at M.I.T. 1995
  - Akte UFO. Unheimliche Begegnungen der vierten Art. Entführungen durch Aliens. Goldmann, München 1999, ISBN 3-442-12748-3